# Tor Lund
Tor Lund, född 20 januari 1888, död 1 september 1972, var en norsk gymnast.
Lund tävlade för Norge vid olympiska sommarspelen 1912 i Stockholm, där han var med och tog guld i lagtävlingen i fritt system. 